# NGC 6140
NGC 6140 је спирална галаксија у сазвежђу Змај која се налази на NGC листи објеката дубоког неба.
Деклинација објекта је + 65° 23' 24" а ректасцензија 16h 20m 57,0s. Привидна величина (магнитуда) објекта NGC 6140 износи 11,2 а фотографска магнитуда 11,9. Налази се на удаљености од 18,6000 милиона парсека од Сунца. NGC 6140 је још познат и под ознакама UGC 10359, MCG 11-20-12, CGCG 320-25, IRAS 16206+6530, PGC 57886.